# 瓣结碘泡虫
瓣结碘泡虫（学名：Myxobolus tori）为碘泡科碘泡虫属的动物。在中国，分布于四川等，营寄生生活，寄生在瓣结鱼的肾、肝、胆囊、膀胱。